# ジョーカー・アウト
ジョーカー・アウト（Joker Out）はスロベニアのインディーロックのバンド。2023年のユーロビジョン・ソング・コンテスト2023にスロベニア代表として出場した。

## 来歴

### 2016年–2021年

#### バンド結成
バンドは2016年5月に結成された。当時、ボヤン・ツヴィエティチャニン、マルティン・ユルコヴィッチ、マティツ・コヴァチッチ、ルカ・シュケルレプの4人はアポカリプサ（Apokalipsa）というバンドを組んでいた。その頃、ブルジョワジヤ（Buržuazija）という別のバンド所属していたクリス・グシュティンとヤン・ペテフが、ボヤン、マルティン、マティツの3人に合流。ジョーカー・アウトが結成された。
同年11月には1作目となるシングル「Kot srce, ki kri poganja」をリリースし、初めてのミュージック・ビデオも制作された。
2017年6月、バンドはŠpil league （学生ミュージシャンのコンテスト)で優勝。同年11月に、2作目のシングル「Osmaljeno telo」をリリース。様々な音楽フェスティバルにも出演を果たす。
2019年9月、3作目のシングル「Gola」をリリースし、11月2日には、バンド初の単独コンサートをリュブリャナ城で開催した。その後も「Vem, da greš」（2020年3月）、「Umazane misili」（2020年10月）、「A sem ti povedal」（2021年7月）と、シングルの発表が続いた。なお、この間に、ドラムス担当がマティツから新メンバーのユーレ・マチェクへと交代となった。

#### ファーストアルバム『Umazane misli』
2021年10月、バンドのファーストアルバムとなる『Umazane misli』を発表した。本来は2020年4月にリリース予定だったが、新型コロナウイルス（COVID-19）の流行により、何度かリリースが延期されていた。発表記念となるコンサートが21日・22日にリュブリャナのナイトクラブ、ツヴェトリチャルナ（Cvetličarna）にて開催された。21日のショウはスロベニア国営テレビ局のカメラも入っている。

### 2022年-

#### セカンドアルバム『Demoni』
2022年4月に、「Barve oceana」のミュージックビデオが公開。これがファーストアルバムからの最後のシングルカット曲となった。8月31日、バンドは2作目となるスタジオアルバム『Demoni』を発表した。このアルバムからは「Katrina」が第一弾シングルとして先行リリースされている。9月9日にはリュブリャナの野外劇場クリジャンケ（Križanke）にて、リリース記念のコンサートが行われた。
10月10日、バンドはインスタグラム上で、ベーシストのマルティンが留学を機に脱退することを発表した。後任として、音楽番組「V petek zvečer」のバックバンドのメンバーだったナツェ・ヨルダンがバンドに加入した。
10月末には「Katrina」に続くシングルとして「Demoni」がリリースされた。この曲は、バンドとして初めてのセルビア語歌唱のシングル曲である。
2023年4月、シングル「New Wave」が発表された。これは『Demoni』収録の「Novi Val」の英語バージョンで、エルヴィス・コステロをフィーチャーしている。なお、バンドはこれを皮切りに、年内に英語歌唱のアルバムを制作する予定である。

#### ユーロビジョン・ソング・コンテスト2023
2022年12月8日、RTVは、ユーロビジョン・ソング・コンテスト2023のスロベニア代表としてジョーカー・アウトを選出したことを発表した。コンテスト出場曲のレコーディングは、同月、ドイツのハンブルクのスタジオで12日間かけて行われ、2023年1月には、リュブリャナのGrand Hotel Unionにてミュージックビデオの撮影が行われた。
2月4日、スロベニア国内のユーロビジョンソングコンテストの特別番組にて、コンテスト出場曲のお披露目が行われ、「Carpe Diem」というタイトルもこの時に発表された。
3月から4月にかけて、コンテストのプロモーションツアーとして各地で行われるプレパーティーに参加し、バルセロナ、ワルシャワ、テルアビブ、マドリード、アムステルダム、ロンドンを廻った。4月25日には、リュブリャナのノヴィ広場（Novi trg）にて、地元のファンに出発の挨拶としてコンサートを開催。その後、コンテスト開催地のリヴァプールへと向かった。
5月11日、コンテストの準決勝2の10組目としてパフォーマンスを行い、決勝への進出を決めた。決勝は翌々日の13日に開催され、24組目に登場。最終結果は21位となった。
レコーディングからコンテスト本番までの様子は、バンドの公式YouTubeチャンネルにて全10回のドキュメンタリーシリーズになっている。
5月28日、音楽ストリーミングサービスのSpotifyで「Carpe Diem」のストリーミングが1000万回を達成。スロベニア出身のミュージシャンとして初めての記録となった。
コンテスト後、バンドはスロベニア国内だけでなく、ヨーロッパ各地でコンサートや音楽フェスティバルへの出演を行なっている。

## メンバー
- Bojan Cvjetićanin　ボヤン・ツヴィエティチャニン（1999年1月6日生まれ）　ボーカル（2016年〜現在）
- Kris Guštin　クリス・グシュティン（2000年1月16日生まれ）　ギター（2016年〜現在）
- Jan Peteh　ヤン・ペテフ（1999年1月1日生まれ）　ギター（2016年〜現在）
- Jure Maček　ユーレ・マチェク（1996年5月25日生まれ）　ドラムス（2021年〜現在）
- Nace Jordan　ナツェ・ヨルダン（1994年6月30日生まれ）　ベース（2022年〜現在）

旧メンバー
- Matic Kovačič　マティツ・コヴァチッチ　　ドラムス（2016年〜2021年）
- Martin Jurkovič　マルティン・ユルコヴィッチ　　ベース（2016年〜2022年）

## ディスコグラフィ

### アルバム
- Umazane misli（2021年）
- Demoni（2022年）

### シングル
| 年   | タイトル                                | 収録アルバム                                        |
| ---- | --------------------------------------- | --------------------------------------------------- |
| 2016 | Kot srce, ki kri poganja                | −                                                   |
| 2017 | Omamljeno telo                          | Umazane Misli                                       |
| 2019 | Gola                                    | Umazane Misli                                       |
| 2020 | Vem, da greš                            | Umazane Misli                                       |
| 2020 | Umazane misli                           | Umazane Misli                                       |
| 2021 | A sem ti povedal                        | Umazane Misli                                       |
| 2022 | Barve oceana                            | Umazane Misli                                       |
| 2022 | Katrina                                 | Demoni                                              |
| 2022 | Demoni                                  | Demoni                                              |
| 2023 | Carpe Diem                              | −                                                   |
| 2023 | New Wave （feat. エルヴィス・コステロ） | − ※スロベニア語歌詞の原曲「Novi Val」はDemoniに収録 |

### 公式サイト
Joker Out Official Site（英語）

### YouTube
Joker Out Official